# Kullervo (Sibelius)

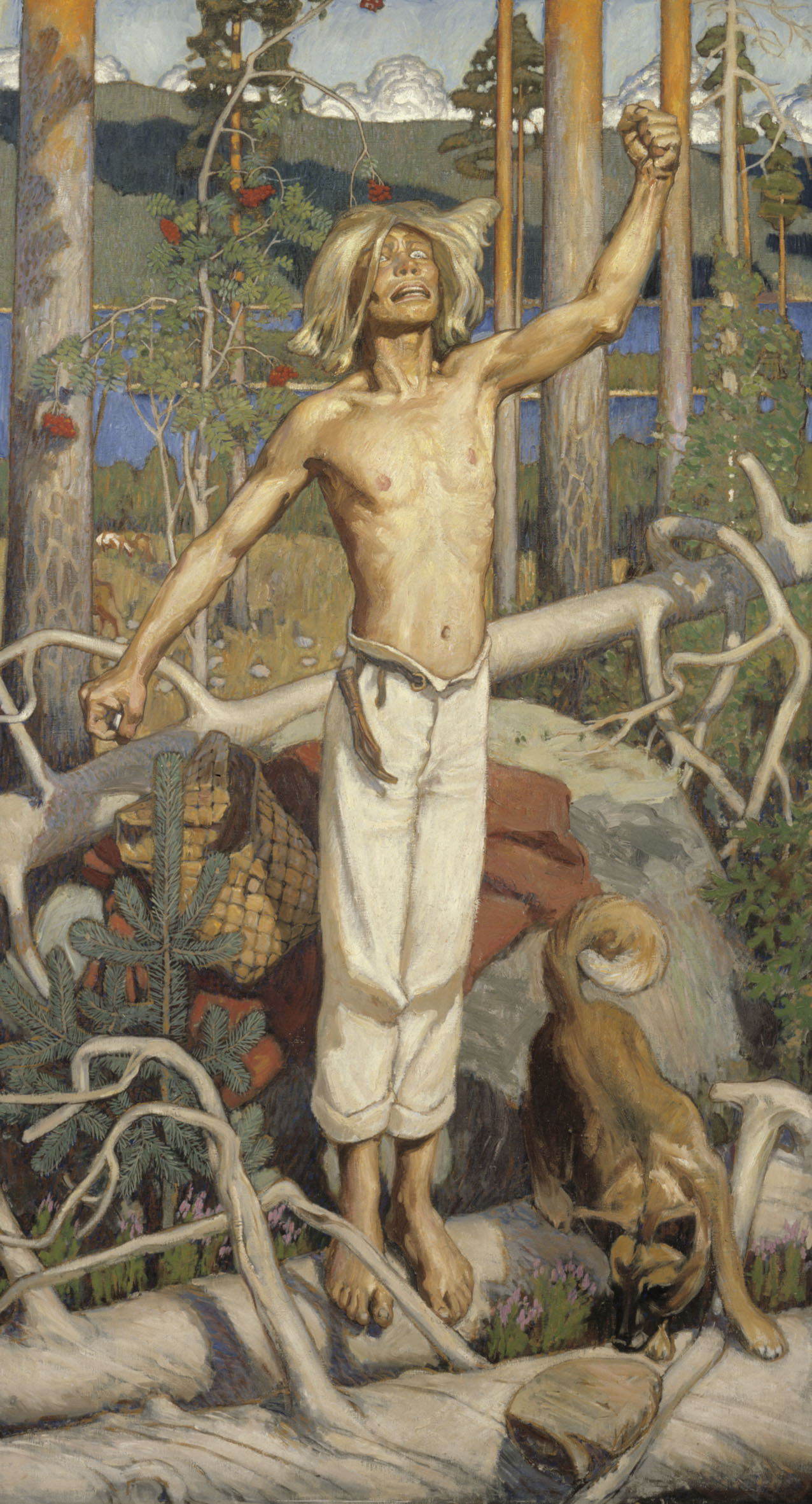
La maldición de Kullervo, cuadro de Akseli Gallen-Kallela (1899).

Kullervo, Op. 7, es una suite sinfónica del compositor  finlandés Jean Sibelius. Aunque a menudo se clasifica como «sinfonía coral», la obra no usa la estructura tradicional y sus cinco movimientos constituyen un conjunto de poemas sinfónicos relacionados pero independientes. El tercer y quinto movimiento emplean un coro masculino. El tercero, que contó con el permiso del compositor para ser interpretado como una obra independiente, también requiere dos solistas: un barítono y una mezzosoprano.  La obra se basa en el personaje de Kullervo del poema épico Kalevala y emplea textos de dicho poema. Se estrenó con gran éxito de crítica en 28 de abril de 1892 con Emmy Achté y Abraham Ojanperä como solistas bajo la batuta del compositor dirigiendo el coro y orquesta de la Orquesta de la Sociedad de Helsinki, que fue fundada ese mismo año.

## Historia
Kullervo fue interpretado cuatro veces más en vida del compositor, la última tuvo lugar el 12 de marzo de 1893. Sibelius se negó durante toda su vida a publicar la obra. En 1956, el año de su muerte, tras haber reorquestado la sección del «lamento» final del tercer movimiento, dio permiso para que se publicara después de su muerte.
Aunque la obra fue bien recibida en líneas generales, el estilo característico sibeliano recibió algunas críticas. La mayor controversia surgió del hecho de que empleó un texto en finés. Finlandia se encontraba dividida entre los nacionalistas suecos, los svecomanos, y los promotores del de finés (Suomi) , la fennómanos. Los primeros consideraban a Sibelius, que era suecoparlante, un traidor.
Algunos movimientos se interpretaron de forma individual durante la vida del compositor. El cuarto movimiento se interpretó dos días después de su estreno y de nuevo en 1905 y en 1955. El tercer movimiento fue presentado como parte de la celebración del centenario de la publicación del «Kalevala» en 1935 y en 1958, un año después de la muerte de Sibelius, siendo dirigida por Jussi Jalas, yerno de Sibelius. La primera grabación de estudio fue realizada por Paavo Berglund y la Bournemouth Symphony Orchestra en 1971. La primera interpretación completa en Estados Unidos tuvo lugar con la Orquesta Sinfónica de Milwaukee con la dirección de Kenneth Schermerhorn y la misma orquesta tocó en Washington D. C. y en el Carnegie Hall en Nueva York. Desde entonces, muchas orquestas han interpretado y grabado la obra.

## Estructura

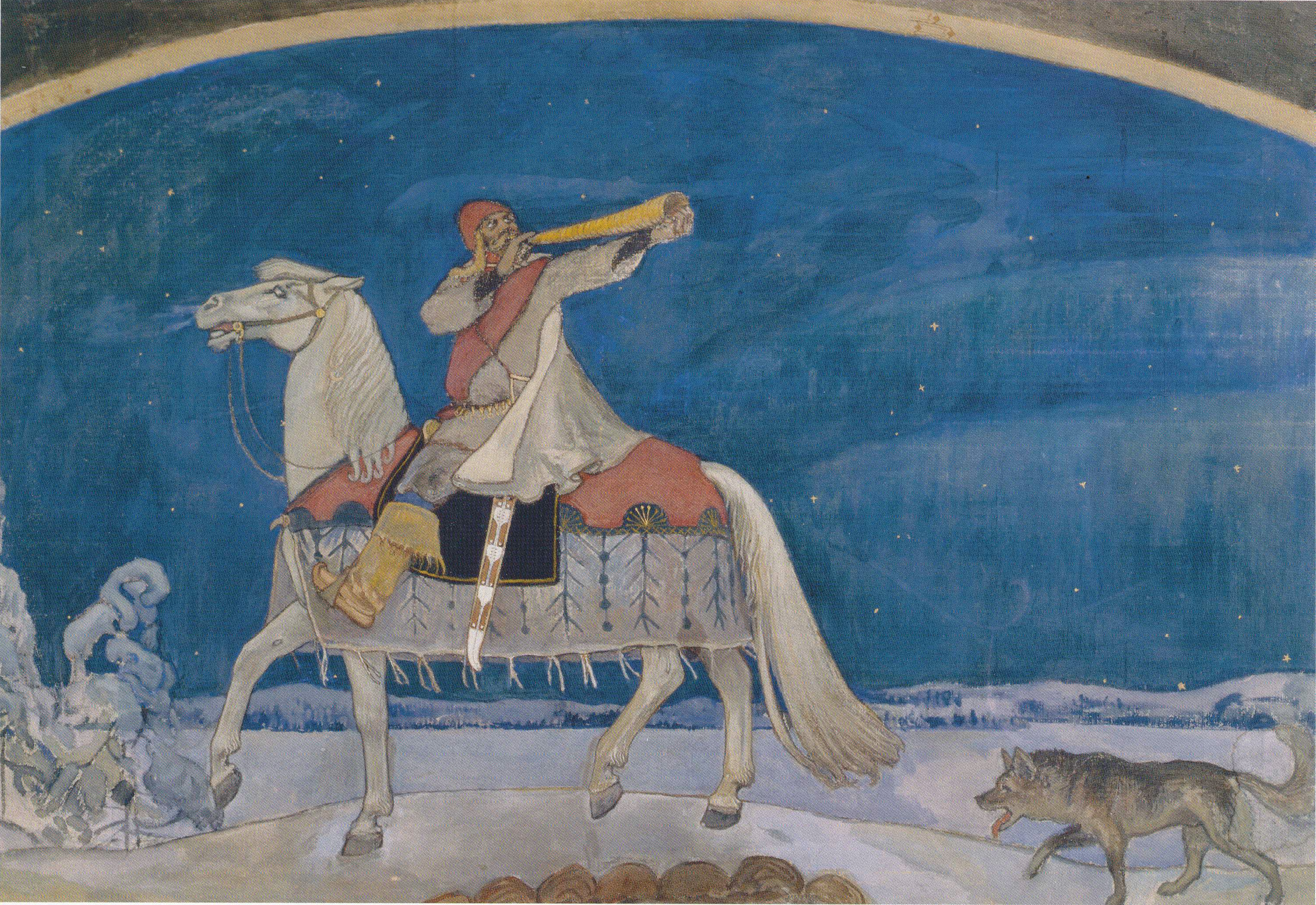
Kullervo va a la guerra, cuadro de Akseli Gallen-Kallela (1901).

Cada uno de los cinco movimientos presentan una parte de la vida de Kullervo, basado en el ciclo de Kullervo (runos 31 a 36) del Kalevala. Los movimientos uno, dos y cuatro son instrumentales. El tercer y quinto movimientos contienen diálogo cantado del poema épico. El trabajo tiene una duración típica de más de una hora, según el director. Grabaciones recientes van de los 70 a 80 minutos de duración.
1. Introducción
Este movimiento evoca el barrido heroico del legendario escenario finlandés, así como el personaje Kullervo, que es una figura compleja y trágica.
2. Juventud de Kullervo
Este movimiento refleja el humor sombrío de los runos 31 a 33 del Kalevala. Kullervo está marcado por la tragedia desde su nacimiento, y pasa su juventud en gran medida en la esclavitud.
3. Kullervo y su hermana
El barítono y la mezzo-soprano representan al protagonista y su hermana, mientras el coro masculino introduce la escena y realiza comentarios. Kullervo se reúne con varias mujeres e intenta, sin éxito, seducirlas. Finalmente encuentra a una mendiga, a quien logra convencer de acostarse con él luego de hablarle con dulzura y sobornarla, sólo para darse cuenta demasiado tarde de que es su hermana, Ainikki, a quien creía desaparecida. Cuando ésta se entera de la verdad, se suicida saltando a un arroyo y ahogándose. Kullervo se lamenta de su crimen y su muerte.
4. Kullervo va a la guerra
Kullervo intenta expiar su crimen buscando a la muerte en el campo de batalla.
5. La muerte de Kullervo
Un inquietante coro masculino relata la muerte de Kullervo. Sin darse cuenta, llega al sitio donde violó a su hermana, marcada por la hierba muerta y la tierra desnuda ya que la naturaleza se niega a renovarse. Se dirige a su espada mágica y le pregunta si puede matarlo. La espada responde y se suicida.

## Discografía
- Paavo Berglund dirigiendo la Orquesta Sinfónica de Bournemouth en una integral de Sibelius (EMI Classics 74485) (1971)
- Sir Colin Davis Orquesta Sinfónica de Londres (LSO 0074)(2005)
- Neeme Järvi Orquesta Sinfónica de Gotemburgo (BIS 313) (1985)
- Paavo Järvi dirigiendo la Real Orquesta Filarmónica de Estocolmo y solistas Randi Stene y Peter Mattei (Virgin-EMI / EMI 286522) (1997)
- Jorma Panula dirigiendo la Orquesta Filarmónica de Turku (Naxos 8.553756) (1997)
- Ari Rasilainen dirigiendo la Staatsphilharmonie Rheinland-Pfalz, con el Coro Masculino Académico de Helsinki KYL y solistas Juha Uusitalo y Satu Vihavainen (2005)
- Jukka-Pekka Saraste dirigiendo la Orquesta Sinfónica de la Radio Finlandesa con el Coro de la Politécnica y solistas Jorma Hynninen y Monica Groop (Finlandia 0630-14906-2) (1996)
- Esa-Pekka Salonen dirigiendo la Orquesta Filarmónica de Los Ángeles y con el Coro de la Universidad de Helsinki (Sony SK52563) (1993)
- Leif Segerstam dirigiendo la Orquesta Filarmónica de Helsinki (Ondine ODE 1122-5) (2008)
- Robert Spano dirigiendo la Orquesta Sinfónica de Atlanta (Telarc 80665) (2006)
- Osmo Vänskä dirigiendo la Orquesta Sinfónica de Lahti con el Coro de la Universidad de Helsinki y solistas Lilli Paasikivi y Raimo Laukka (BIS 1215) (2001)